# برادلي وينسلو
برادلي وينسلو (بالإنجليزية: Bradley Winslow)‏ هو ضابط وسياسي أمريكي، ولد في 1 أغسطس 1831، وتوفي في 24 أكتوبر 1914. حزبياً، نشط في الحزب الجمهوري. وقد انتخب عضو مجلس ولاية نيويورك.